# PGA Kampioenschap (Zwitserland)
Het PGA Kampioenschap van Zwitserland is een golfwedstrijd voor professionals die lid zijn van de Zwitserse PGA.

## Strokeplay
Het toernooi werd door de Zwitserse PGA opgezet als evenement over vier rondes, maar na twee jaren werd het ingekrompen tot drie rondes. 
| Jaar                           | Winnaar           | Score | Nummer 2                       | Score | Senioren              | Locatie                                | Par    |
| ------------------------------ | ----------------- | ----- | ------------------------------ | ----- | --------------------- | -------------------------------------- | ------ |
| 1986                           | Carlos Duran      |       |                                |       |                       |                                        | Par    |
| 1990                           | Paolo Quirici     | 278   | Manolo Garcia                  | 292   |                       | Golf Club Lugano                       | Par 70 |
| 1991                           | Paolo Quirici     | 273   | André Bossert                  | 278   |                       | Golfclub Lenzerheide                   | Par 69 |
| 1992                           | Marco Scopetta    | 143   | Steve Rey                      | 143   |                       | Golf Club Lugano                       | Par 70 |
| 1993                           | Steve Rey         | 218   | Lloyd Freeman                  | 220   |                       | Golf Club de Lausanne                  | Par 72 |
| 1994                           | Carlos Duran      | 222   | Marco Scopetta                 | 222   |                       | Golf Club Esery                        | Par 72 |
| 1995                           | Steve Rey         | 215   | Dimitri Bieri                  | 216   |                       | Blumisburg Golf & Country Club         | Par 72 |
| 1996                           | Carlos Duran      | 208   | Paolo Quirici                  | 209   |                       | Schönenberg Golf & Country Club        | Par 72 |
| 1997                           | Juan Ciola        | 210   | André Bossert                  | 211   |                       | Golf Club Montreux                     | Par 72 |
| 1998                           | Christophe Bovet  | 210   | Steve Rey                      | 210   |                       | Golf Club Lugano                       | Par 70 |
| 1999                           | Steve Rey         | 215   | André Bossert                  | 216   |                       | Sempachersee Golf Club                 | Par 72 |
| 2000                           | André Bossert     | 211   | Steve Rey                      | 211   |                       | Interlaken Golf Club                   | Par 72 |
| 2001                           | Marcus Knight     | 210   | Alexandre Chopard              | 210   |                       | Golf Club de Lausanne                  | Par 72 |
| 2002                           | Marcus Knight     | 134   | Steve Rey                      | 137   |                       | Golf Gerre Losone                      | Par 71 |
| 2003                           | Steve Rey         | 205   | Marcus Knight                  | 207   |                       | Golf & Country Club de Bonmont         | Par 71 |
| 2004                           | Raphaël de Sousa  | 201   | Ronnie Zimmermann              | 208   | Tony Price            | Blumisburg Golf & Country Club         | Par 72 |
| 2005                           | Carl Robinson     | 206   | Robert Wiederkehr              | 213   | Tony Price            | Blumisburg Golf & Country Club         | Par 72 |
| 2006                           | Raphaël de Sousa  | 205   | Vivian John Ross               | 214   | Tim Huyton            | Golf Club de Genève                    | Par 72 |
| 2007                           | Raphaël de Sousa  | 208   | Marcus Knight                  | 214   | René-Pierre Brouchoud | La Largue-Mooslargue Golf in Frankrijk | Par 72 |
| 2008                           | Tino Weiss        | 203   | Nicolas Sulzer                 | 205   | Helmut Schumacher     | Breitenloo Golf Club                   | Par 72 |
| Credit Suisse PGA Championship |                   |       |                                |       |                       |                                        |        |
| 2009                           | Alexandre Chopard | 200   | Raphaël de Sousa André Bossert | 201   | Volker Krajewski      | Golfclub Erlen                         | Par 71 |
| 2010                           | André Bossert     | 202   | Tino Weiss                     | 203   | Tony Price            | Golfclub Erlen                         | Par 71 |
| 2011                           | Raphaël de Sousa  | 203   | Claudio Blaesi                 | 207   | Christian Bisel       | Golfclub Wylihof                       | Par 73 |
| 2012                           | Roger Furrer po   | 202   | Nicolas Sulzer                 | 202   | David James           | Golfclub Interlaken - Unterseen        | Par 72 |
| 2013                           | André Bossert     | 205   | Raphaël de Sousa               | 206   | Gavin Healey          | Golf Club de Genève                    | Par 72 |

## Matchplay
Sinds 2005 wordt er ook een PGA Matchplaykampioenschap georganiseerd.
| Jaar | Winnaar heren     | Winnaar senioren      | Winnares     |
| ---- | ----------------- | --------------------- | ------------ |
| 2005 | Jann Schmid       | Tony Price            | Nora Angehrn |
| 2006 | Julien Clément    | =                     | =            |
| 2007 | Raphaël de Sousa  | Tony Price            | =            |
| 2008 | Fredrik Svanberg  | René-Pierre Brouchoud | =            |
| 2009 | Jann Schmid       | Erwin Vonlanthen      | =            |
| 2010 | Alexandre Chopard | Tony Price            | =            |
| 2011 | Ken Benz          | Tony Price            | =            |
| 2012 | geannuleerd       | geannuleerd           | geannuleerd  |
| 2013 | Raphaël de Sousa  | Gavin Healey          | =            |